# Distretto di Neuchâtel
Il distretto di Neuchâtel è stato fino al 31 dicembre 2017 un distretto del Canton Neuchâtel, in Svizzera. Confinava con i distretti di Boudry a sud-ovest, di Val-de-Ruz a nord-ovest, con il Canton Berna (regioni del Giura Bernese a nord-est e del Seeland a est), con il Canton Vaud (distretto di Morges) a sud e con il Canton Friburgo (distretto della Broye) a sud-ovest. Il capoluogo era Neuchâtel. Comprendeva una parte del lago di Neuchâtel e del lago di Bienna.

## Suddivisioni
Amministrativamente era diviso in 9 comuni:
- Cornaux
- Cressier
- Enges
- Hauterive
- La Tène
- Le Landeron
- Lignières
- Neuchâtel
- Saint-Blaise

### Fusioni
- 1875: Combes, Le Landeron → Landeron-Combes, dal 1966 Le Landeron
- 1888: Epagnier, Marin → Marin-Epagnier
- 1888: Thielle, Wavre → Thielle-Wavre
- 1888: Voëns-Maley, Saint-Blaise → Saint-Blaise
- 1930: La Coudre, Neuchâtel → Neuchâtel
- 2009: Marin-Epagnier, Thielle-Wavre → La Tène